# Leucochroma corope
Leucochroma corope is een vlinder uit de familie van de grasmotten (Crambidae), uit de onderfamilie van de Spilomelinae. De wetenschappelijke naam van deze soort is voor het eerst voorgesteld als Phalaena Pyralis corope door Caspar Stoll in een publicatie uit 1781 samen met Pieter Cramer.
De soort komt voor in Florida, Cuba, Mexico, Nicaragua , Costa Rica, Colombia, Suriname, Peru, Brazilië, Bolivia.